# Opilý les

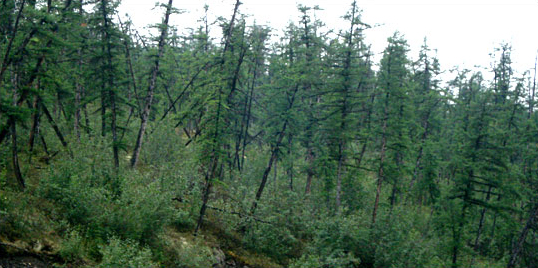
Opilý les na Sibiři způsobený roztáváním permafrostu

Opilý les je geologický termín, kterým se označuje zvláštní druh stromového porostu, který má kmeny vychýlené do různých směrů, takže celý les působí neuspořádaným dojmem. Zakřivení kmenů vzniká sesouváním půdy. Tento druh pohybu půdy se nazývá soliflukce neboli půdotok a v některých případech může být i nebezpečný.
Opilý les vzniká většinou v oblastech, kde jsou svahové pohyby velmi pomalé, takže se stromy dokážou přizpůsobit pohybu podloží. Tyto pohyby se odehrávají na pevném podloží, kdy půda klouže z vyšší oblasti do níže položené vlivem gravitačního působení. Opilý les je typický pro oblasti, ve kterých se vyskytuje věčně zmrzlá půda – permafrost, či pro velmi podmáčené půdy, které snadno kloužou.
Opilý les je dobře viditelným ukazatelem nestability podloží.